# Sirimavo Bandaranaike
Sirimavo Bandaranaike (17. dubna 1916 – 10. října 2000) byla ministerská předsedkyně Srí Lanky. Úřad předsedy vlády převzala po svém zavražděném manželovi Solomonu Bandaranaikemu roku 1960 a stala se první ženou v čele vlády na světě. Funkci si udržela po dvanáct let, přičemž se držela nacionalistické a socialistické politiky. Zemřela na infarkt myokardu.
Její dcera Chandrika Bandaranaike Kumaratunga se v roce 1994 stala prezidentkou Srí Lanky. 